# Виторио Алфиери
Виторио Алфиери (на италиански: Vittorio Alfieri) (16 януари 1749, Асти – 8 октомври 1803, Флоренция) – италиански поет и драматург, представител на Класицизма. Описва борците за свобода, пресъздава остри морални конфликти. Пише трагедии в рационалистичен дух със сюжети от античността и Средновековието. Наричат го „Бащата на италианската трагедия“.

## Биография
Учи в Торино. Още оттогава проявява голям интерес към литературата и пише стихове. Пътува във Франция и Холандия, Швеция и Обединеното кралство. От 1775 г. започва да пише драми, първо на френски, след това изучава литературния италиански език и пише на него.
Във Флоренция Алфиери се влюбва в принцеса Луиза, графинята на Албания, която е на 24-години и е омъжена за възрастния британски претендент за престола Чарлз Едуард Стюарт. За да бъде до нея се отказва от фамилния имот в Торино и го дава на сестра си. Неговата възлюбена Луиза с разрешение от римския папа напуска мъжа си, който се отнася зле с нея. Алфиери я следва в Рим, където пише 14 трагедии. Той пътешества по цяла Италия, за да не навреди на репутацията на Луиза. След това двамата напускат Италия, подгонени от гнева на Кардинал Стюарт, роднина на Чарлз Едуард Стюарт. Те живеят заедно до края на живота си в Колмар и Париж, като вече не крият връзката си.
След Френската революция Алфиери и графинята на Албания през 1792 г. отново се преместват във Флоренция. През последните си години усилено изучава гръцката драма. Своя бурен живот той описва в автобиографията си „Животът на Виторио Алфиери от Асти“, публикувана посмъртно през 1806 г. Алфиери е погребан във Флоренция в Базиликата „Санта Кроче“, между Макиавели и Микеланджело. Авторът на надгробната му плоча е Антонио Канова.

## Творчество
- „Вирджиния“ – 1783 г.
- „Заговорът на Паци“ – 1789 г.
- „Саул“ – 1782 г.
- „Брут Млади“ – 1788 г.
- „Автобиография“ – мемоари – 1806 г., посмъртно.